# Лена (річка)
Лена (якут. Өлүөнэ, рос. Лена) — найбільша річка Східного Сибіру, впадає в море Лаптєвих.

## Загальні відомості
Перші відомості про велику східну річку дійшли до росіян, що мешкали у Сибіру, на початку XVII ст. У 1628 р. по річці Кут на Лену вийшов козак Василь Бугор із загоном. Через кілька років цей шлях повторив сотник Петро Бекетов. Його загін установив біля гирла Кути перші будинки, поклавши початок місту Усть-Куту, де трохи пізніше землепроходець Єрофій Павлович Хабаров ставив першу солеварню.
Річка Лена — 11-та за довжиною річка у світі і третя — серед річок Росії після Єнісею та Обі. Довжина річки — 4400 км, площа басейну 2490 тисяч км².
Річка тече територією Іркутської області і Якутії, частина Ленських приток відносяться до Забайкальського краю, республіки Бурятії, Амурської області, Красноярського і Хабаровського краю.
Джерело Лени розташоване в північно-західних схилах Байкальського хребта, за 10 км від озера Байкал. Вся верхня течія Лени (до Вітіма), тобто майже третя частина її довжини, припадає на гірське Передбайкалля.
До середньої течії відносять її відтінок між гирлами річок Вітім й Алдан, довжиною 1415 км. Біля впадання Вітіма Лена перетинає межу Якутії й протікає по ній до самого гирла. Прийнявши Вітім, Лена перетворюється на велику багатоводну річку. Глибини зростають до 10-12 м, річище розширюється, і в ньому з'являються численні острови, долина розширюється до 20-30 км. Долина асиметрична: лівий схил пологий; правий, прямує північним краєм Патомського нагір'я, крутіше й вище. По обох схилах ростуть густі хвойні ліси, лише іноді змінювані луками.
Від Олекми до Алдану Лена не має жодного значного притоку. Понад 500 км Лена тече в глибокій і вузькій долині, врізаній у вапняки. Нижче селища Покровська долина Лени різко розширюється. Сильно сповільнюється швидкість течії — вона ніде не перевищує 1,3 м/с, а здебільшого падає до 0,5-0,7 м/с. Тільки заплава має ширину 5-7, а місцями й 15 км, а вся долина має ширину 20 і більше кілометрів.
Нижче Якутська Лена приймає дві головні свої притоки — Алдан і Вілюй. Тепер це гігантський водний потік; навіть там, де вона йде одним руслом, її ширина доходить до 10 км, а глибина перевищує 16-20 м. Там же, де островів багато, Лена розливається на 20-30 км. Берега річки суворі й безлюдні. Населені пункти дуже рідкі.
У нижній течії Лени її басейн дуже вузький: зі сходу наступають відроги Верхоянського хребту — вододілу річок Лени і Яни, із заходу незначні височини Середньосибірського плоскогір'я розділяють басейни Лени й Оленека. Нижче села Булун річку стискають підходящі до неї зовсім близько хребти Хараулах зі сходу й Чекановського із заходу.

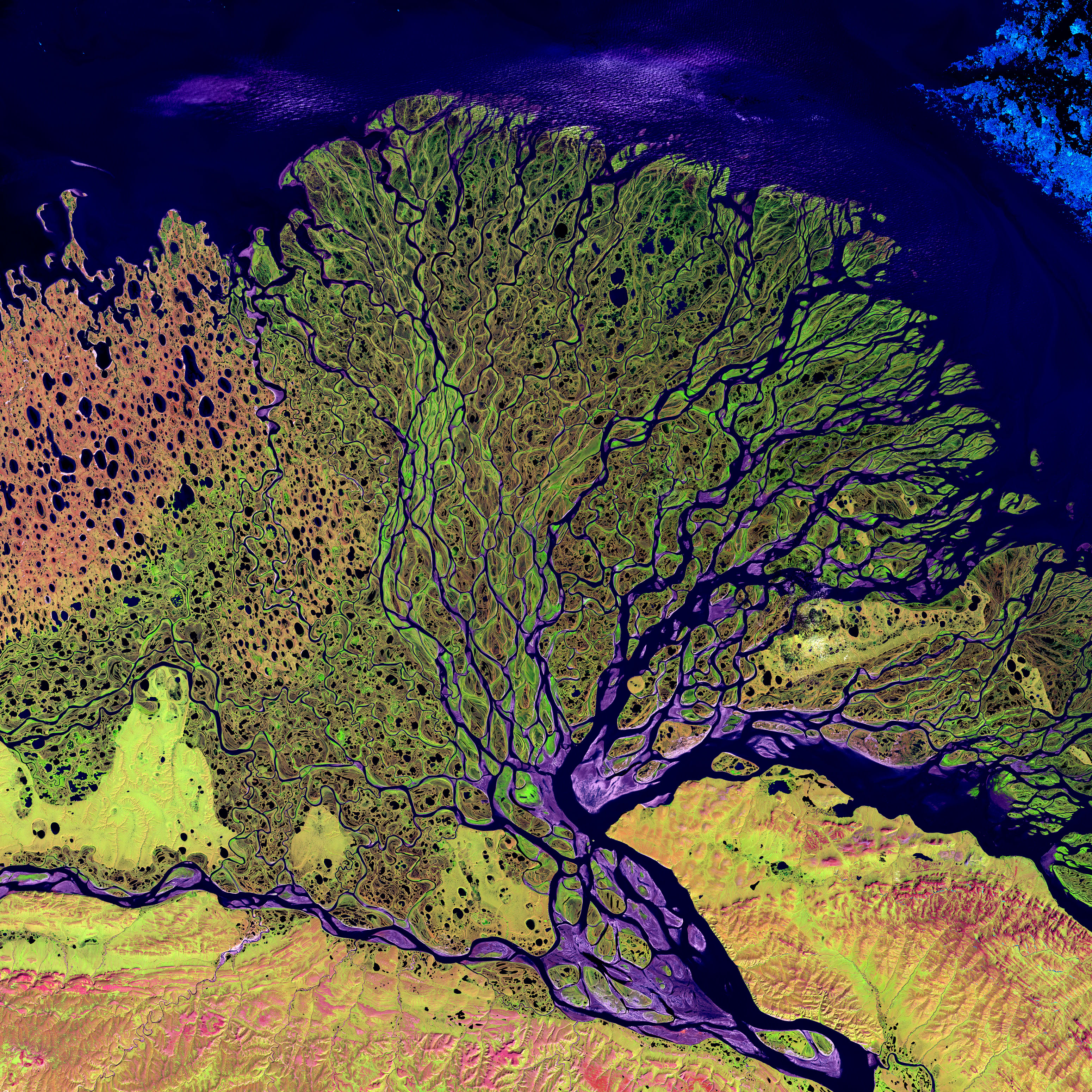
дельта річки, вид з космосу

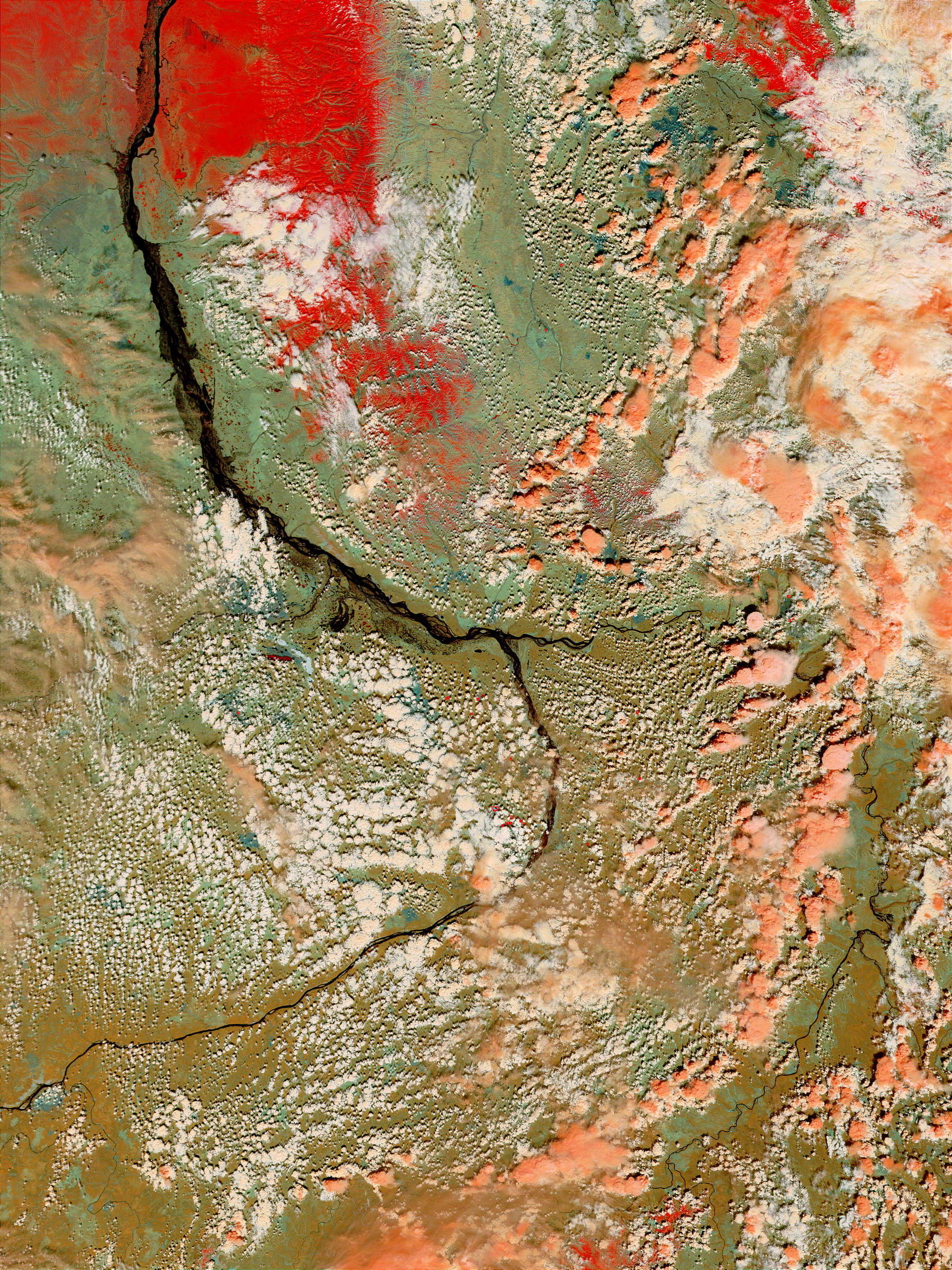
Паводок на Лені, червень 2002

Приблизно за 150 км від моря починається велика дельта Лени. У її початку височіє острів Стовповий — останець, відмитий водою від одного з відрогів Хараулахського хребта. Дельта Лени — одна з найбільших у світі — перевищує розмірами навіть величезну дельту Нілу й має площу в 30 000 км². Незліченні острови, острівці, протоки й озера, низькі, затоплювані під час розливу, що безупинно міняють обриси. Тільки три головні протоки доходять, не перериваючись, до моря: найзахідніша — Оленекська, середня — Трофимівська й східна — Биковська. Всі вони судноплавні, але найбільше значення має Биковська довжиною 130 км, по якій судна підходять до бухти Тіксі, на березі якої перебувають морські ворота Якутії — порт Тіксі.

## Гідрологія
Основне живлення Лени, так само як і майже всіх її приток, становлять поталі снігові й дощові води. Повсюдне поширення вічної мерзлоти заважає живленню річок ґрунтовими водами. У зв'язку із загальним режимом опадів для Лени характерні весняна повінь, паводки улітку й низька осінньо-зимова межень. Весняний льодохід відрізняється великою міццю й часто супроводжується великими заторами льоду. Замерзає Лена в порядку, зворотному розкриттю, — від понизов'я до верхів'я.
Середньомісячні витрати води в м³/сек, усереднені за 1976—1994 рр, вимірювання проводилися у дельті річки на станції «Стовп».

## Судноплавство
Лена є головною транспортною артерією Якутії, що зв'язує її райони з федеральною транспортною інфраструктурою. Основна частина «північного завезення» здійснюється по Лені. Початком судноплавства на Лені вважається пристань Качуга, однак, аж до Осетрово по ній проходять лише невеликі судна, і тільки нижче його починається «дійсна водна дорога» до океану.
Навігаційний період триває від 125 до 170 діб. Основні порти на Лені (від витоку до гирла):
- Осетрово (місто Усть-Кут, ж/д станція «Лена», 3500 км від гирла Лени; 3620 км від мису Биков) — найбільший річковий порт у Росії, «ворота на північ»);
- Киренськ (3319 км від мису Биков);
- Ленськ (2648 км; 2665 км від мису Биков) — обслуговує алмазодобувну промисловість Мирного;
- Олекмінськ (2258 км від мису Биков);
- Покровськ (1729 км від мису Биков);
- Якутськ (1530 км; 1638 км від мису Биков) — грає основну роль в перевалці вантажів, що надходять з порту Осетрово);
- Сангар (1314 км від мису Биков)
- Тіксі (0 км; морський порт моря Лаптєвих).

## Назва
Більшість дослідників вважають, що назва річки — змінена росіянами від тунгусо-маньчжурського (евено-евенкійське) «Елю-Ене», що значить «Велика річка».

## Основні притоки
Основні притоки Лени: Великий Патом, Чая, Вітім, Алдан, Олекма, Вілюй, Кіренга, Чуя, Молодо, Бирюк, Лунгха. Найбільшою з них є річка Алдан з середньою витратою води у гирлі 5060 м³/сек і площею басейну 729 000 км².

## Галерея

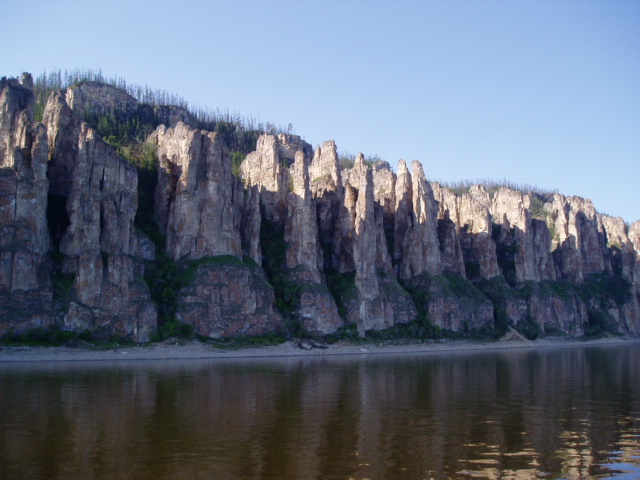
«Ленські стовпи»
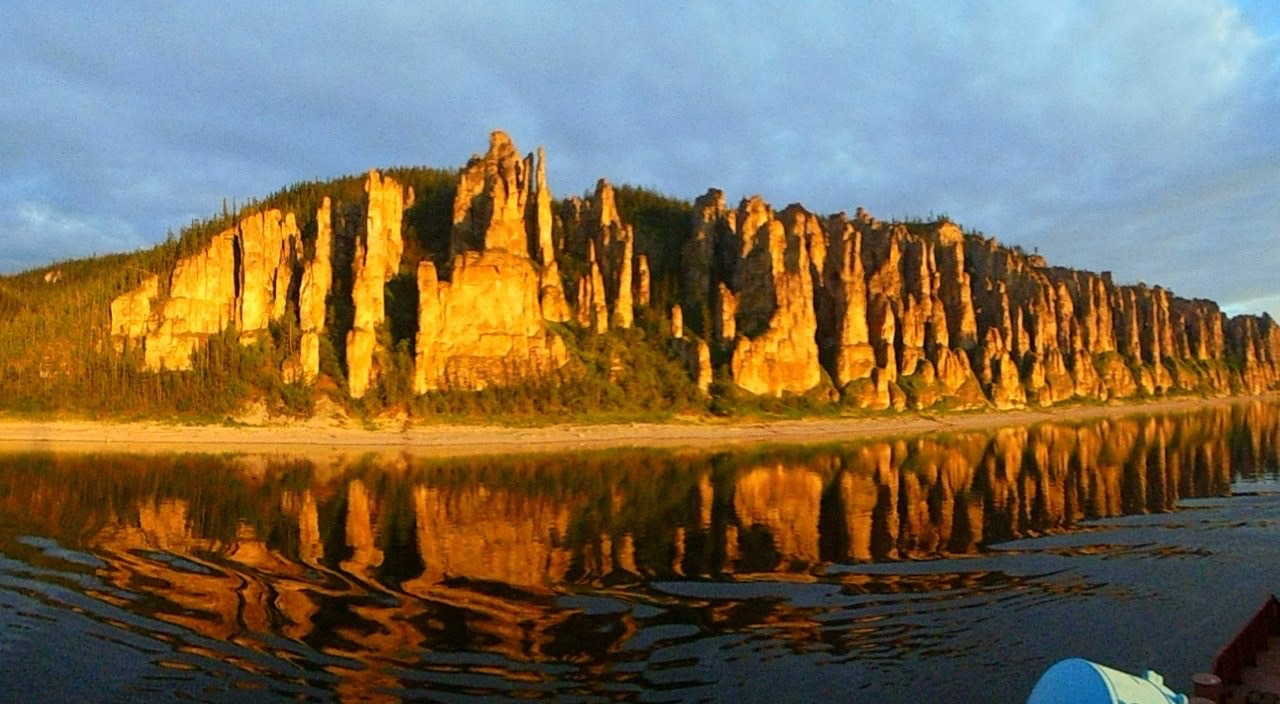
«Ленські стовпи»
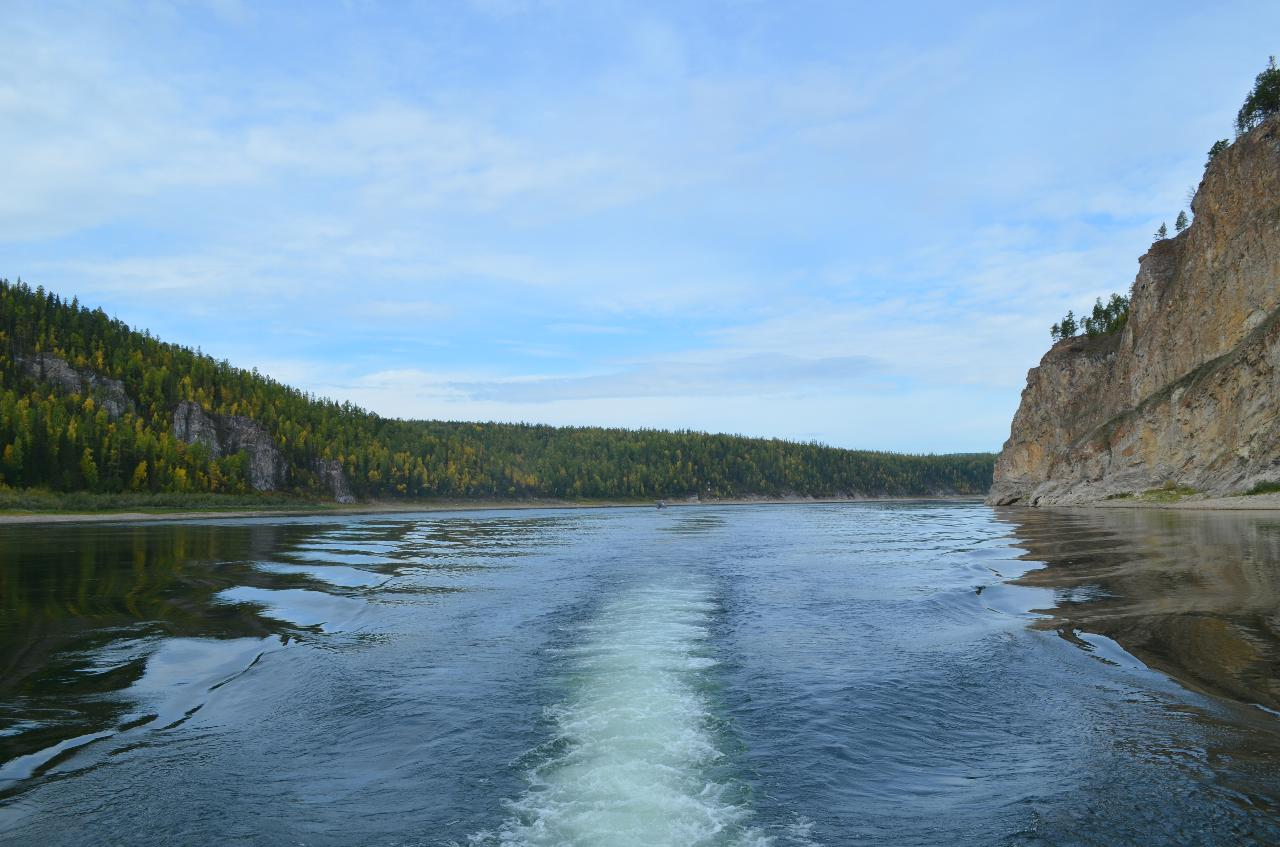
«Ленські щоки»
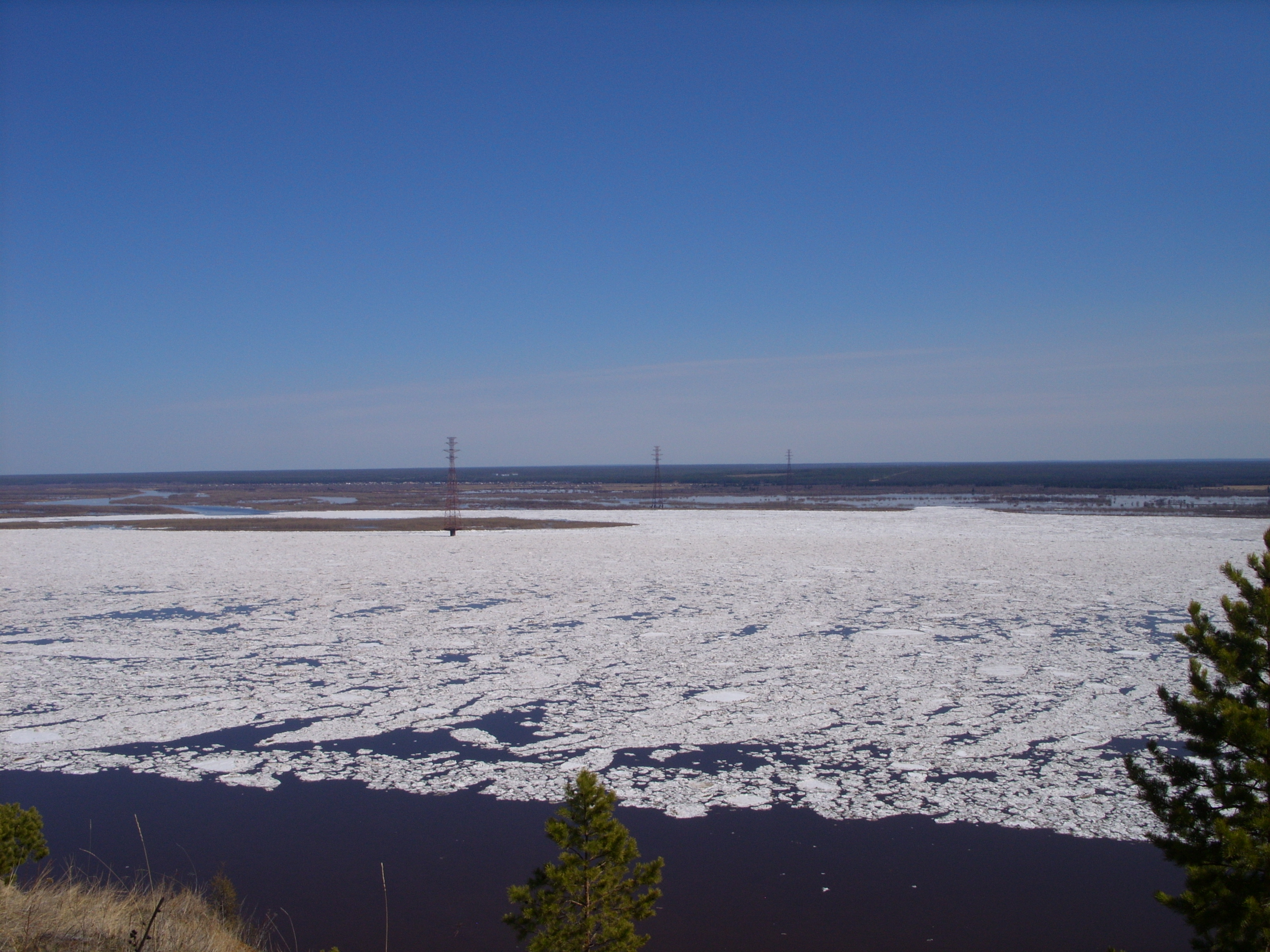
Льодохід на Лені
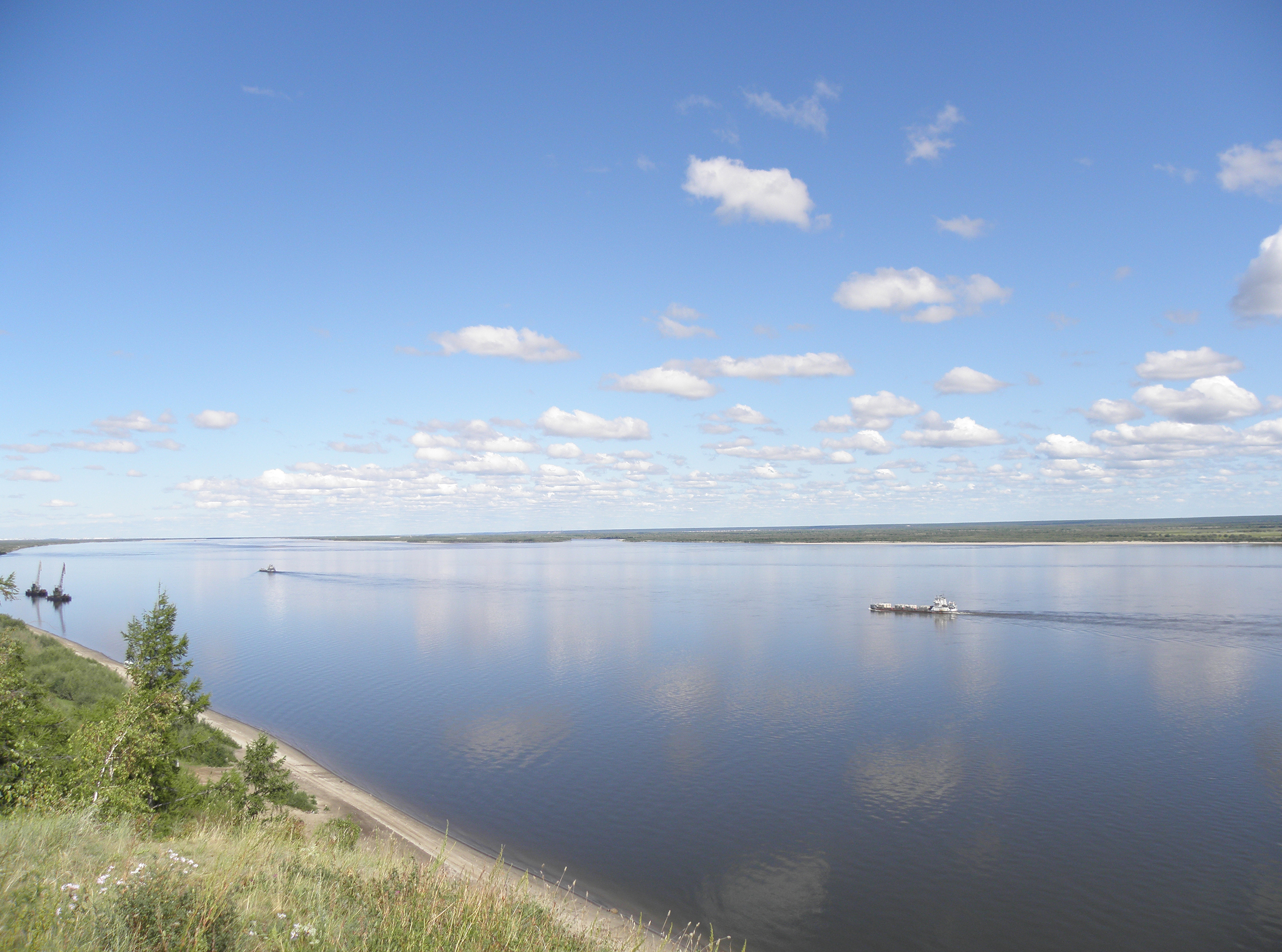
Лена в районі Табагинського мису
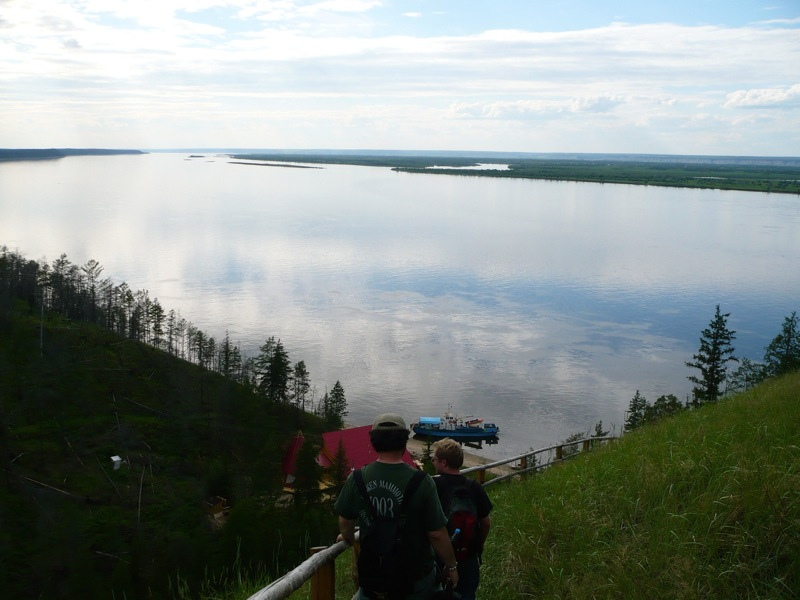
Лена поблизу Якутська
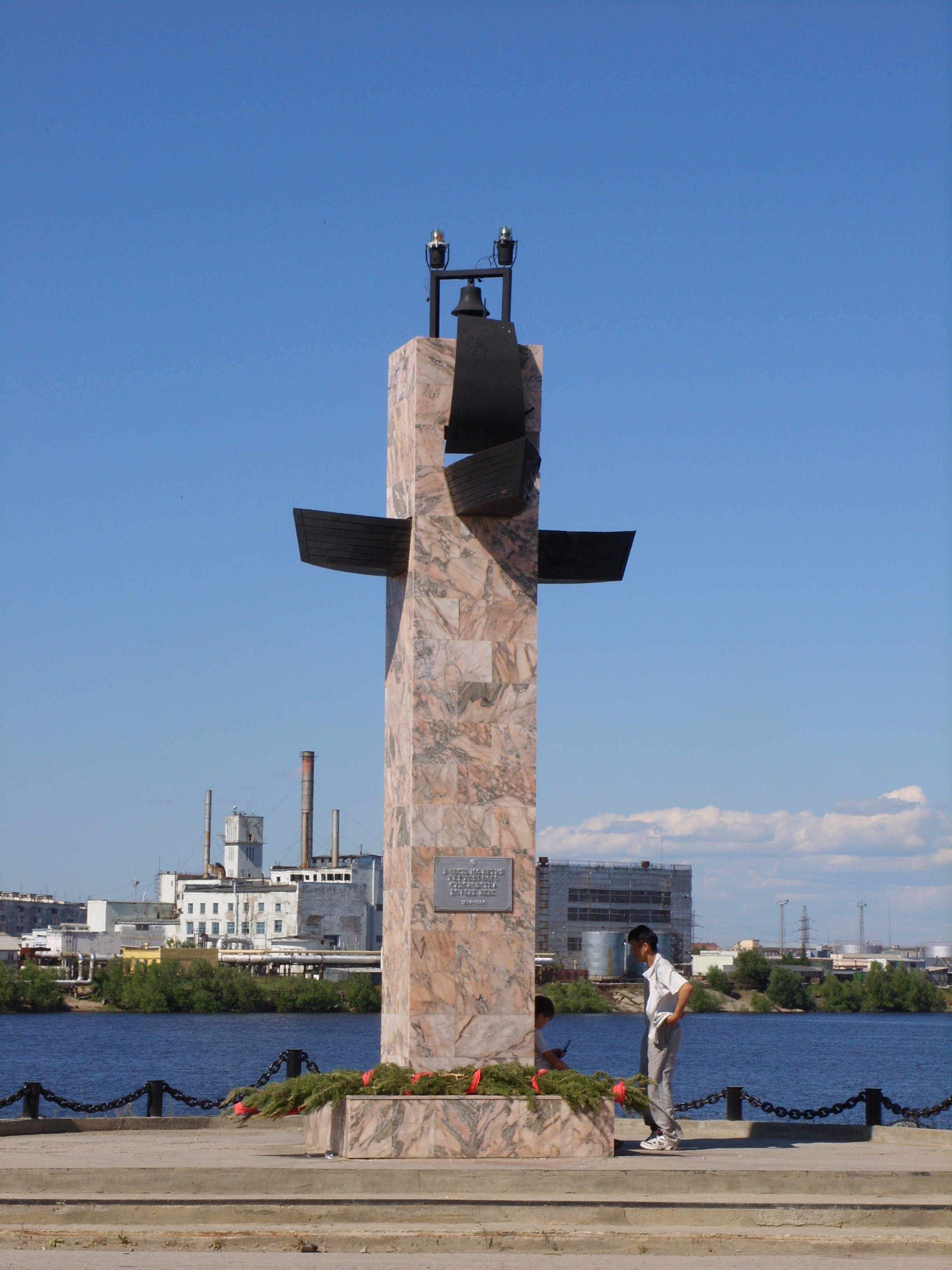
Пам'ятник 100-річчю судноплавства на Лені
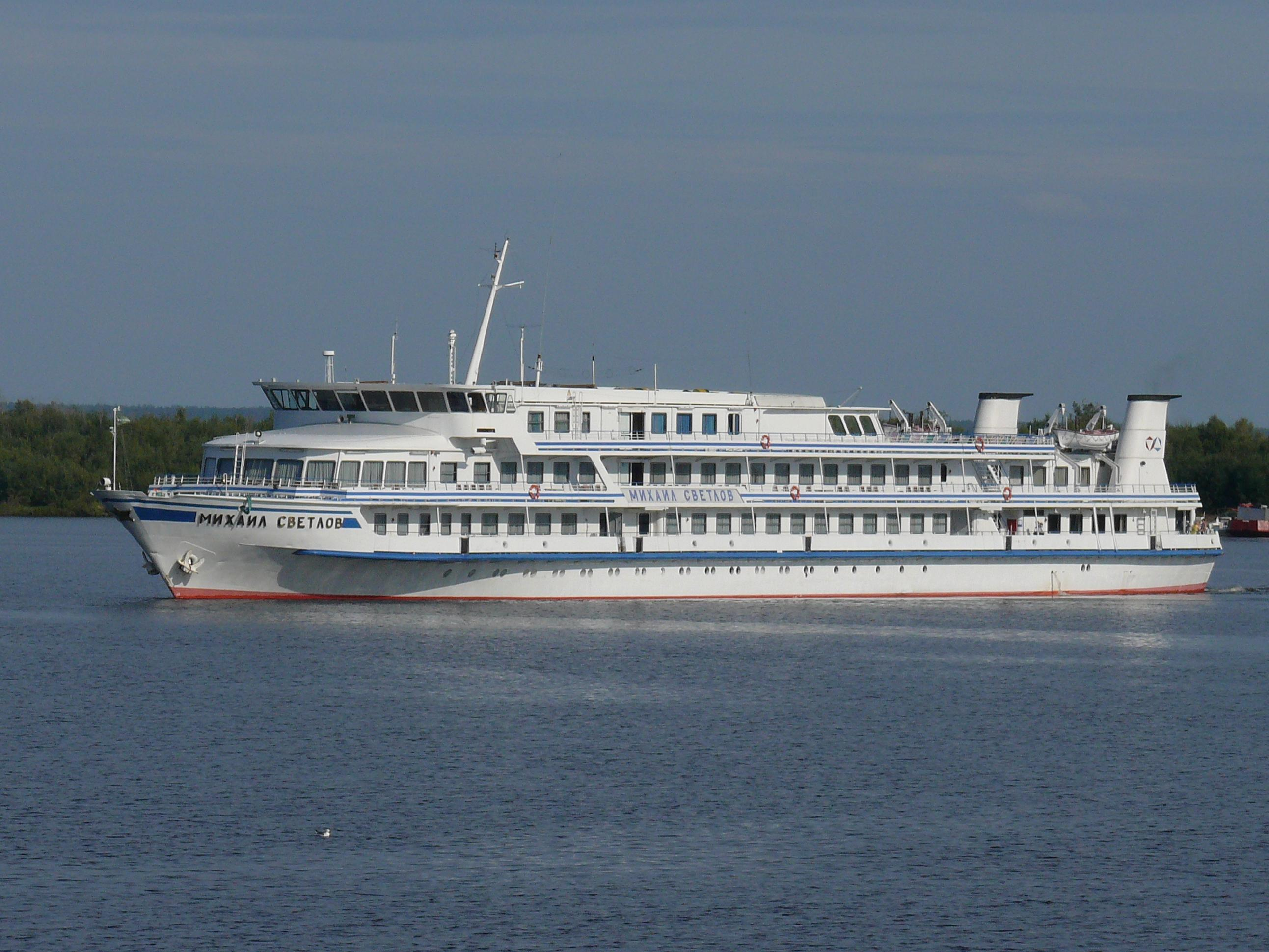
Теплохід «Михаил Светлов» у Якутську
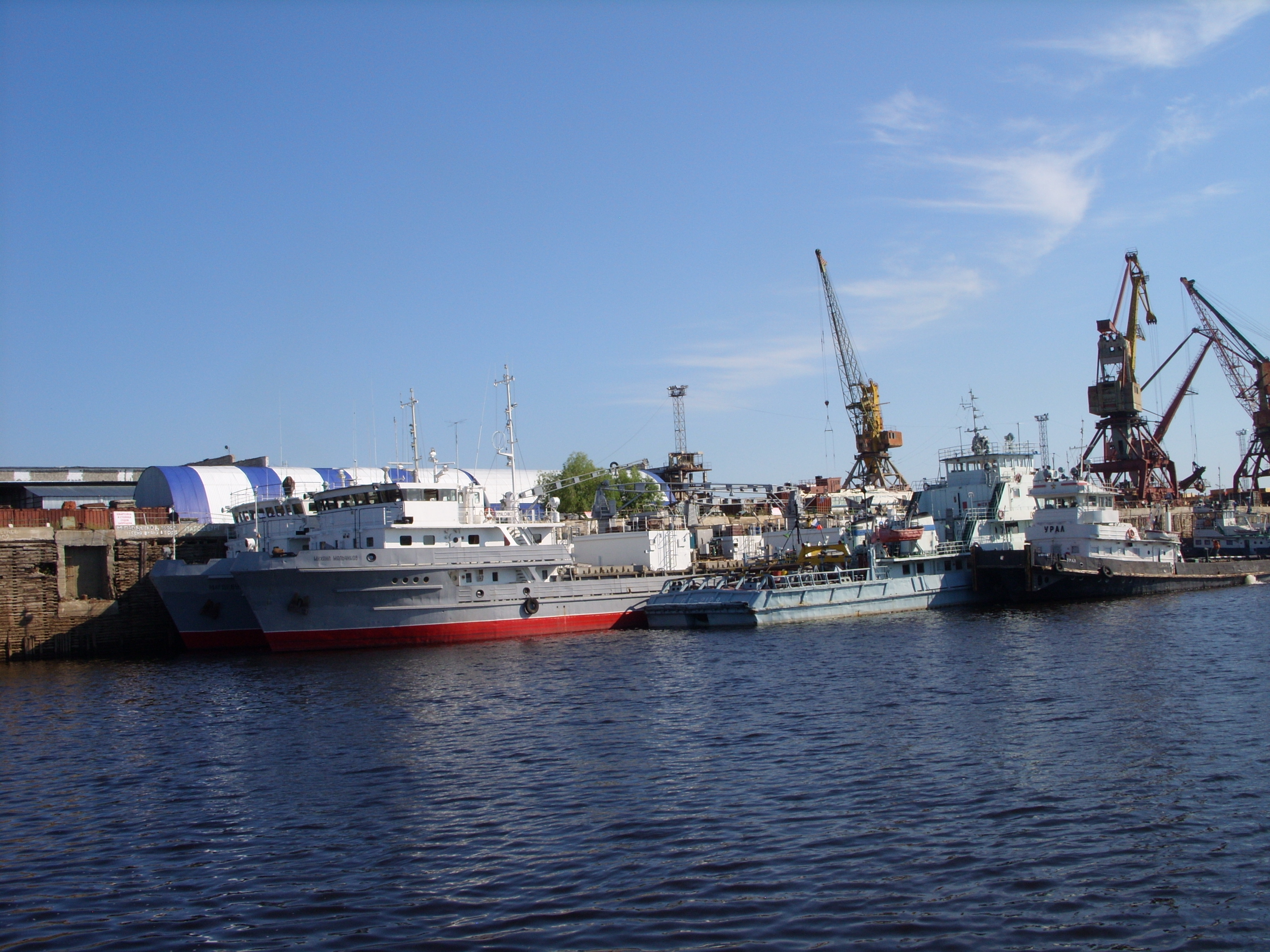
Якутський порт
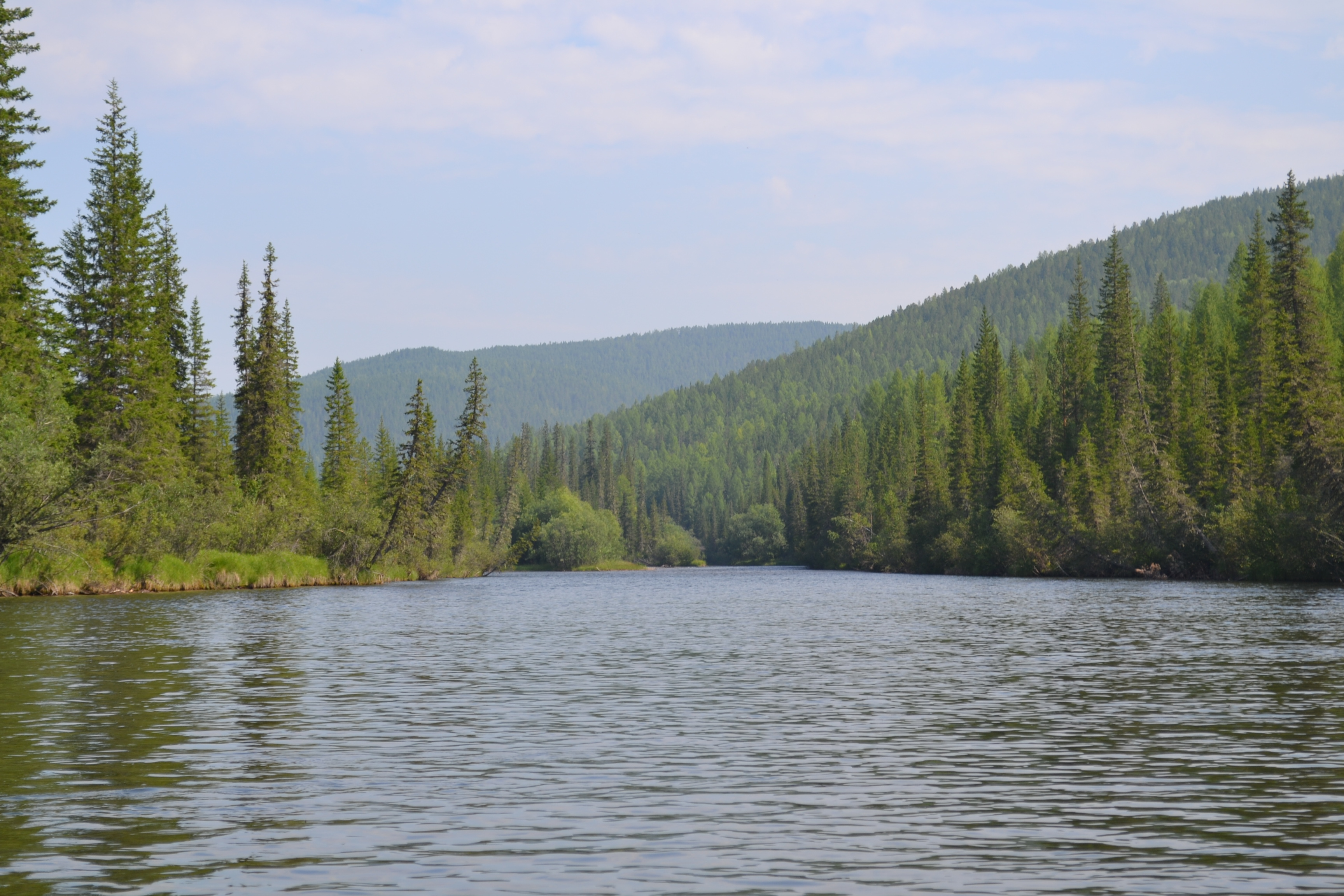
Річка Лена у Байкало-Ленському заповіднику
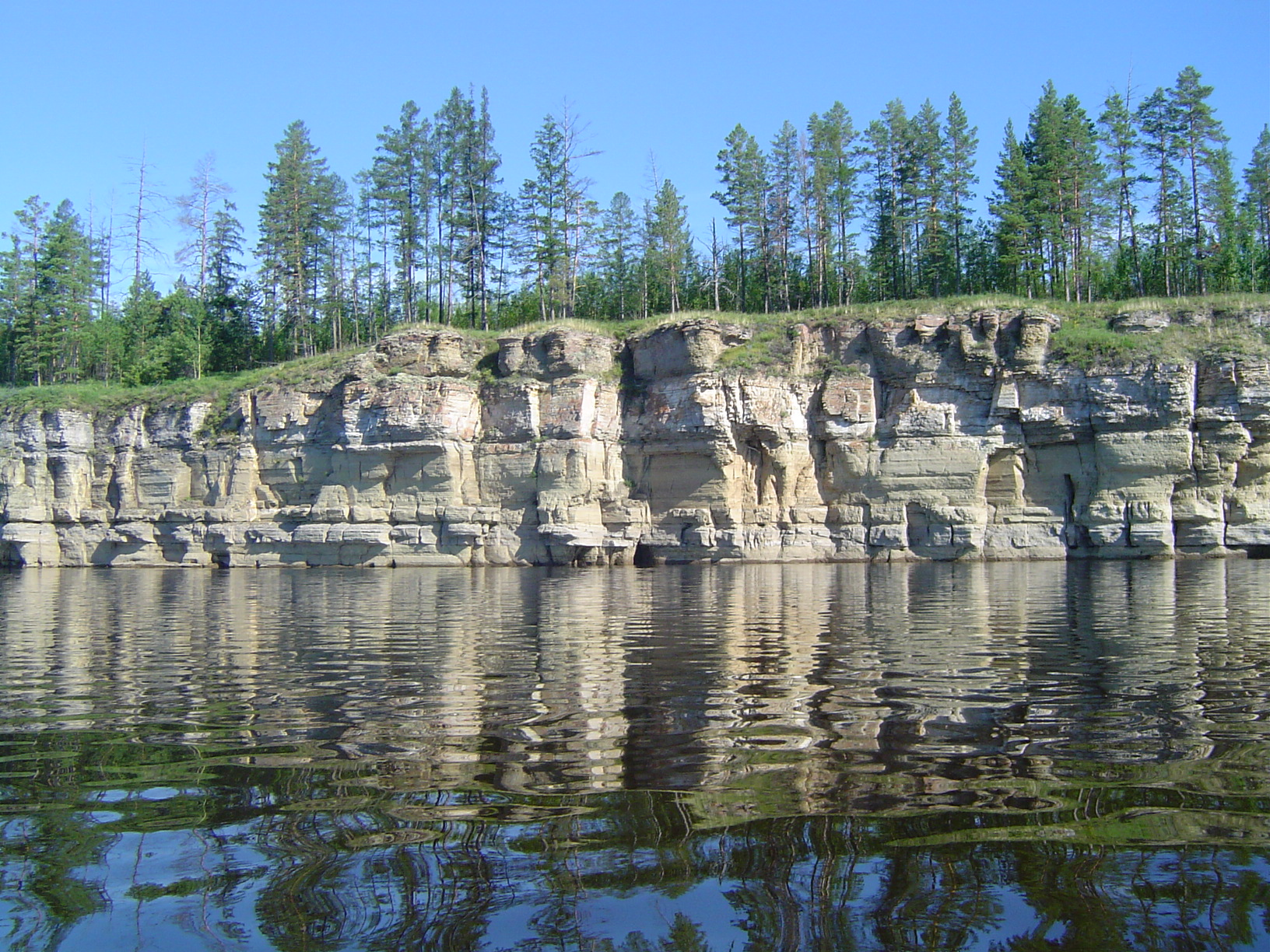
Річка Алдан — головна притока Лени